# Miramont-de-Quercy
Miramont-de-Quercy é uma comuna francesa na região administrativa de Occitânia, no departamento de Tarn-et-Garonne. Estende-se por uma área de 14,9 km². Em 2010 a comuna tinha 326 habitantes (densidade: 21,9 hab./km²).